# Thomas-Bernd Quaas
Thomas-Bernd Quaas (* 1952 in Glauchau, Sachsen) ist ein deutscher Manager und war von 2005 bis 2012 Vorstandsvorsitzender der Beiersdorf AG.

## Leben
Kurz vor dem Bau der Berliner Mauer (1961) floh seine Familie in den Westen. Quaas begann seine berufliche Laufbahn nach seinem Studium der Betriebswirtschaftslehre in Frankfurt am Main im Jahr 1979 bei der Beiersdorf AG. Er arbeitete dort als Trainee und wurde später Verkaufs- und Marketingdirektor Deutschland.
Nachdem er 1999 in den Vorstand der Beiersdorf AG berufen wurde und dort die medical-Sparte als auch die Bereiche Einkauf, Produktion und Logistik verantwortete, wurde er im Mai 2005 als Nachfolger von Rolf Kunisch Vorstandsvorsitzender. Diese Tätigkeit übte er bis 2012 aus und wechselte anschließend in den Aufsichtsrat der Beiersdorf AG, dem er zwei Jahre lang angehörte. Sein Nachfolger als Vorstandsvorsitzender wurde Stefan F. Heidenreich.
Quaas ist verheiratet und hat zwei Söhne.